# ايمانويل دي بيثيون
ايمانويل دي بيثيون هو سياسي بلجيكي، ولد في 18 يوليو 1930 في كورتريك في بلجيكا، وتوفي بنفس المكان في 4 نوفمبر 2011. نشط حزبياً في الحزب الديمقراطي المسيحي الفلمنكي.